# 邹庚壬
邹庚壬（1943年—），湖南新化人，中国人民解放军将领、中国人民解放军中将。 
1961年入伍，历任桂林步兵学校学员、排长、师司令部参谋、第47集团军教导大队军事教研组副组长、团参谋长、团长、军事学院学员、师参谋长、第47集团军参谋长、副军长、兰州军区后勤部政治委员。1996年任中国人民解放军第47集团军军长，2000年任兰州军区副司令员。
1990年授予中国人民解放军少将军衔，2001年，授予中国人民解放军中将军衔。
2008年，当选第十一届全国政协委员，代表特别邀请人士，分入第五十五组。